# Dunderklumpen!
Dunderklumpen! er en svensk, delvist animeret, film fra 1974. Filmen er skrevet af Beppe Wolgers og er baseret på børnebilledebogen Förtrollningar fra 1969, af samme forfatter. Filmen er for det meste animeret og anses derfor for at væres Sveriges første animerede langfilm.

## Svenske stemmer
- Beppe Wolgers – pappa Beppe
- Jens Wolgers – storebror Jens
- Kerstin Dunér – mamma Kerstin
- Camilla Wolgers – lillasyster Camilla
- Halvar Björk – Dunderklumpen/jätten Jorm
- Håkan Serner – Lejonel
- Gösta Ekman – En-Dum-En
- Toots Thielemans – Pellegnillot
- Lotten Strömstedt – Dockan
- Sif Ruud – Elvira Fattigan
- Birgitta Andersson – Blomhåret
- Hans Alfredson – Humlan
- Stig Grybe – Enöga
- Bert-Åke Varg – Huset som pratar
- Beppe Wolgers – Vattenfallet

## Danske stemmer
- Ove Verner Hansen – Dunderklumpen og Jorm
- Dick Kaysø – Dummerik
- Toots Thielemans – Bamsebjørn
- Otto Brandenburg – Løvemand
- Tine Blichmann – Dukkebarnet
- Annie Birgit Garde – Blomsterhår
- Else-Marie Juul Hansen – Elvira Fattigmø
- Bjørn Puggaard-Müller – Enøje
- Kjeld Nørgaard – Humlebien og Fortæller
- Peter Kitter - Huset
- Willy Rathnov – Vandfaldet
- Ole Søltoft – Beppe
- Birte Tove - Kirsten
- Søren Rasmussen - Jens